# Johann Blank
Johann Blank (Norimberga, 17 aprile 1904 – Ansbach, 15 marzo 1983) è stato un pallanuotista tedesco, vincitore di una medaglia d'oro all'olimpiade di Amsterdam 1928.